# Unidad taxonómica operativa
En los análisis filogenéticos, una unidad taxonómica operativa (UTO), también conocida por la sigla OTU —del inglés Operational Taxonomic Unit— es una unidad de clasificación seleccionada por el investigador que la utiliza para individualizar a objetos de su estudio, ya sea una especie u otro taxón de cualquier categoría, una morfoespecie, una población, y hasta un individuo, y de este modo poder ordenarlos en una clasificación y en la construcción de un árbol filogenético, sin juzgar si se corresponden a una entidad biológica particular.
Suele ser aplicado cuando están disponibles datos de secuencias de ADN, o únicamente sus rasgos morfológicos. Es empleado tanto en taxonomía zoológica como botánica para aproximarse a la sistemática de un grupo que presenta indicios de diversidad críptica o subestimada, para taxones que poseen un amplio rango de variación morfológica, con límites frecuentemente sobrepuestos, en los que es muy difícil establecer caracteres diagnósticos para delimitar sus componentes, así como en géneros en donde las especies hibridan abundantemente, generando individuos o poblaciones con características intermedias.
Es una unidad muy utilizada en la investigación de la diversidad microbiana y en cepas bacterianas. El número definido de OTU puede resultar sobrestimado debido a errores en la secuenciación del ADN.
También tiene una aplicación en taxonomía de la escuela escuela fenética, la cual hace base en la diferenciación morfológica observable entre los taxones sin tener en cuenta la posible relación filogenética en virtud del conocimiento incompleto que sobre la real evolución de los organismos esta presentaría.